# Teofilia Rey
Teofilia Rey (zm. 1701) – szlachcianka pochodząca z rodu Gorajskich, ostatnia właścicielka Biłgoraja należąca do tej rodziny.
12 marca 1651 wzięła ślub z Władysławem Reyem, stolnikiem krakowskim. 16 marca 1655 w wyniku podziału dóbr należących do jej zmarłego brata, Teodora Gorajskiego otrzymała miasto Biłgoraj. Cztery dni po otrzymaniu miasta potwierdziła dokument wydany unitom biłgorajskim przez ojca Zbigniewa Gorajskiego w 1654 r., a kilka miesięcy później transumowała "ordynację" wydaną przez niego w 1634.
W zarządzaniu majątkiem miała pełną swobodę, gdyż Władysław, jako podskarbi koronny i wojewoda lubelski nie miał czasu zajmować się swoimi dobrami, a w 1683 r. zmarł.
Kolejnym mężem Teofili został Jan Bogusław Fredro, jednakże kilka lat po ślubie rozwiedli się. Później wyszła za mąż za kasztelana żmudzkiego Eustachego Grothusa, który, jak się potem okazało, poślubił ją tylko ze względu na jej majątek.
31 grudnia 1692 r. Teofilia przekazała Eustachemu wszystkie włości, lecz 18 kwietnia 1693 ten je jej zwrócił. Jednocześnie wraz z kardynałem Michałem Radziejowskim i wojewodą ruskim Markiem Matczyńskim zaczął namawiać ją do sprzedaży Biłgoraja. Mimo protestów całej rodziny, a także Jana, poprzedniego męża oraz synów siostry Zofii Potockiej, sprzedała miasto Stanisławowi Antoniemu Szczuce.
Pozostała do końca życia ewangeliczką reformowaną.